# Aeroportul Kapanga
Aeroportul Kapanga (IATA: KAP, ICAO: FZSK) este un aeroport din Katanga⁠(d), Republica Democratică Congo ce deservește zona Kapanga⁠(d).
Situat la o altitudine de 922 m, aeroportul dispune de 1 pistă.

## Infrastructură

### Piste
Aeroportul dispune de o singură pistă. Pista are orientarea 20/2. 